# جوزيف بونيت
جوزيف بونيت (بالفرنسية: Joseph-Louis Bonnet)‏ (و. 1856 – 1925 م) هو سياسي، من فرنسا، توفي في نويي-سور-سين، عن عمر يناهز 69 عاماً.

## مناصب
تولى منصب عضو الجمعية الوطنية الفرنسية.